# 14342 Иглика
(14342) Иглика (на английски: Iglika) е астероид от главния астероиден пояс.
Открит е от българските астрономи Владимир Шкодров и Виолета Иванова в Националната астрономическа обсерватория на връх Рожен (в Родопите) на 23 септември 1984 г.
Носи името на Иглика Манчева, чийто баща Христо Манчев е приятел на откривателите.